# Gerhart Bettermann
Gerhart Bettermann (* 23. Februar 1910 in Leipzig; † 16. November 1992 in Winnemark) war ein deutscher Maler und Grafiker. Er war einer der einflussreichsten Künstler in der Kulturpolitik Schleswig-Holsteins nach 1945.

## Leben

### Die Jahre bis 1932
Seine künstlerischen Ambitionen stießen bei seiner Mutter und seinem Vater, einem Lokomotivführer, auf Ablehnung. So konnte er neben seiner Ausbildung zum Schlosser nur heimlich die Volkshochschule in Leipzig besuchen. Durch den Mal- und Zeichenkursus lernte er Alfred Frank kennen, der ihn förderte. Mit 18 Jahren schloss er seine Lehre als Jahrgangsbester ab. Statt in seinem Lehrbetrieb weiter zu arbeiten, wanderte er durch Deutschland, Südeuropa und Palästina.
Zusammen mit Gregor Gog, Hans Tombrock und Hans Bönnighausen gründete er die Künstlergruppe der Bruderschaft der Vagabunden. Innerhalb dieser Gruppe entstand die Idee vom Internationalen Vagabundenkongress, der 1929 in Stuttgart stattfand. 1931 schloss sich die Künstlergruppe der kommunistischen ASSO an, der Bettermann schon 1929 beigetreten war.
Für sein Bild Arbeitsloser in der Dachkammer wurde er 1931 auf der Leipziger Kunstausstellung mit dem Sächsischen Staatspreis ausgezeichnet. In den Jahren von 1931 bis 1933 bereiste er Skandinavien und Ägypten.

### 1933–1945
Nach dem Zweiten Weltkrieg galt Bettermann in Schleswig-Holstein als Musterbeispiel eines engagierten linken Künstlers, der im Nationalsozialismus als „entarteter Künstler“ verfolgt gewesen sei. Politiker wie der damalige Ministerpräsident Björn Engholm lobten ihn in Grußworten zu Ausstellungskatalogen als Künstler, der „sich kritisch mit unserer Gegenwart auseinandersetzt.“ Diese Darstellung war, wie in zwei Veröffentlichungen 2010 und 2011 nachgewiesen, reine Fiktion und beruhte auf der von Bettermann selbst seit den 1950er Jahren in Umlauf gebrachten Selbstdarstellung.
Nach dieser von ihm selbst auch in der Kunstgeschichte erfolgreich etablierten Version sei Bettermann 1933 auf der Flucht vor den Nationalsozialisten in den Norden gekommen und habe sich dort als armer Mann durchschlagen müssen. Tatsächlich kooperierte er im Norden über Jahre mit den örtlichen Nationalsozialisten und kam aus Berlin in einem selbst gekauften Automobil. In Berlin konnte er 1934 ein Gemälde für die damals stattliche Summe von 2000 RM an das nationalsozialistisch geführte preußische Kulturministerium verkaufen. 1936 erhielt er ein Stipendium dieses Ministeriums, was er in der Nachkriegszeit abstritt. In Kappeln schuf er 1937 bei der Neugestaltung des Rathaussaales eine Wandmalerei, in der zwei zentrale Figuren den Arm zum Hitlergruß erhoben. In einer Sonderbeilage der örtlichen Zeitung zur Einweihung des Rathaussaales lobte ein hoher NSDAP-Kulturfunktionär Bettermanns Arbeit als „vorbildlich“. Bettermann selbst setzte sich am 9. März 1937 in dieser Zeitung von einer „leergelaufenen und krankhaft übersteigerten Malepoche“ der Zeit vor 1933 ab und bekannte sich zum „Gemeinschaftsgedanken“, der nationalsozialistischen Volksgemeinschaft.
Während in den Jahren bis 1937 einige seiner älteren Arbeiten aus den Museen entfernt wurden, so 1937 in der Nazi-Aktion „Entartete Kunst“ aus dem Museum der bildenden Künste Leipzig sein Holzschnitt Hamburg (50,2 × 60 cm, 1931; zerstört), konnte Bettermann auch danach eine Reihe von Gemälden an Parteifunktionäre verkaufen und sich als Künstler erfolgreich im nationalsozialistischen Staat etablieren.

### Nach 1945
Nach Kriegsende war Bettermann zunächst ein „Zweifelnder und Suchender“ gewesen, bevor er in kurzer Zeit zu einem wichtigen Kulturfunktionär im Nachkriegs-Schleswig-Holstein aufstieg und u. a. 1954 den Landesberufsverband bildender Künstler Schleswig-Holstein mit gründete. Bis 1970 war er dessen erster Vorsitzender. Die Umstände des schnellen Aufstiegs sind noch nicht näher untersucht. Es wird aber vermutet, dass der Umstand eine Rolle gespielt hatte, dass 1954 bis auf einen sämtliche Minister der Landesregierung ehemalige NSDAP-Mitglieder waren.
In der DDR beteiligte Bettermann sich 1953 mit zwei Holzschnitten an der Dritten Deutschen Kunstausstellung in Dresden und 1976 in Karl-Marx-Stadt, Weimar und Berlin an der Ausstellung Progressive Kunst – Künstler aus der BRD stellen aus mit dem Linolschnitt Alter Fischer (1973, 70 × 38 cm).
1956 gründete er gemeinsam mit anderen Künstlern wie zum Beispiel Hanns Radau und Curt Stoermer die Gruppe 56. Bettermann starb 1992 in Winnemark, einem Dorf in der Nähe Kappelns, wo er in einer zum Wohn- und Atelierhaus ausgebauten ehemaligen Kate lebte.